# مقاطعة فلاديمير

العلم

فلاديمير أوبلاست هي إحدى الكيانات الفدرالية في روسيا. وتحوي المدن والقرى التالية: أليكساندروف،
غوروخوفيتس،
غوس-خروستالني،
كاميشكوفو،
كارابانوفو،
كيرجاتش،
كولتشوجينو،
كوستريافو،
كوفروف،
كورولوفو،
لاكينسك،
ملينكي،
موروم،
بيتوشكي،
بوكروف،
رادوجني، فلاديمير أوبلاست،
سوبينكا،
سترونينو،
سودوغدا،
سوزدال،
فلاديمير،
فيازنيكي،
يورييف-بولسكي،

## أعلام
- فلاديمير سولوخين
- سيرج نيلوس